# Liste der Monuments historiques in Lunéville
Die Liste der Monuments historiques in Lunéville führt die Monuments historiques in der französischen Gemeinde Lunéville auf.

## Liste der Immobilien
| Bezeichnung                 | Beschreibung | Standort                                                     | Kennzeichnung | Schutzstatus | Datum | Bild           |
| --------------------------- | --- | ------------------------------------------------------------ | ------------- | ------------ | ----- | -------------- |
| Abtei Saint-Rémy            | ehemaliges Abtspalais, heute Pfarrhaus; ab 1730 erbaut, Entwurf Jean Nicolas Jadot de Ville-Issey oder Jean-Nicolas Jennesson; einschließlich des Gartens | 1 place Saint-Rémy (Lage)                                    | PA54000071    | Inscrit      | 2006  |                |
| Kirche St-Jacques           | ehemalige Abteikirche; ab 1730 erbaut, Entwurf Jean Nicolas Jadot de Ville-Issey oder Jean-Nicolas Jennesson, fertiggestellt 1747 durch Emmanuel Héré     | Place Saint-Rémy (Lage)                                      | PA00106081    | Classé       | 1926  | weitere Bilder |
| Maison du Marchand          | aus der ersten Hälfte des 18. Jahrhunderts | 15 rue de Lorraine (Lage)                                    | PA00106083    | Classé       | 1976  | weitere Bilder |
| Synagoge                    | 1785/86 erbaut, Entwurf Augustin-Charles Piroux | 7 rue Castera (Lage)                                         | PA00106084    | Classé       | 1980  | weitere Bilder |
| Kirche St-Léopold           | 1953/54 erbaut, Entwurf Paul Jacquot | Rue Camille Viox (Lage)                                      | PA54000080    | Inscrit      | 2014  | weitere Bilder |
| Château de Lunéville        | von 1703 bis 1723 erbaut, Entwurf Germain Boffrand, Nicolas Dorbay und Pierre Bourdiet; einschließlich der Hofflächen und der Parkanlage                  | Place de la 2e Division de Cavalerie, place Stanislas (Lage) | PA00106079    | Classé       | 1998  | weitere Bilder |
| Manège des Gendarmes rouges | Reithalle; 1787 erbaut Entwurf François-Michel Lecreulx                                                                                                   | Rue de la Barollière (Lage)                                  | PA54000070    | Inscrit      | 2006  | weitere Bilder |
| Château de la Favorite      | von 1730 bis 1735 erbaut, Entwurf Germain Boffrand | 3 avenue Voltaire (Lage)                                     | PA00106080    | Classé       | 2011  | weitere Bilder |
| Maison du Traité            | Hôtel particulier, Ende des 18. Jahrhunderts | 61 rue de Lorraine (Lage)                                    | PA00106082    | Inscrit      | 1949  | weitere Bilder |
| Kirche Ste-Jeanne-d’Arc     | 1911 erbaut, Entwurf Jules Criqui | 27 quai de Strasbourg (Lage)                                 | PA54000021    | Inscrit      | 2001  | weitere Bilder |

## Liste der Objekte
| Bezeichnung                                                                                        | Beschreibung | Standort                                    | Kennzeichnung | Schutzstatus | Datum     | Bild |
| -------------------------------------------------------------------------------------------------- | --- | ------------------------------------------- | ------------- | ------------ | --------- | ---- |
| Pietà                                                                                              | Stein, farbig gefasst, Ende des 15. Jahrhunderts                                                                                | in der Kirche St-Jacques (Lage)             | PM54000388    | Classé       | 1908      |      |
| Kanzel                                                                                             | Holz, 18. Jahrhundert | in der Kirche St-Jacques (Lage)             | PM54000392    | Classé       | 1908      |      |
| Wandvertäfelung                                                                                    | Holz, 18. Jahrhundert | in der Kirche St-Jacques (Lage)             | PM54000393    | Classé       | 1908      |      |
| 26 Arzneigefäße                                                                                    | Fayence, zwischen 1750 und 1770; 2003 beim Brand des Schlosses zerstört                                                         | im Château de Lunéville (Lage)              | PM54000408    | Classé       | 1966      |      |
| Fünf Arzneigefäße                                                                                  | Fayence, um 1750; 2003 beim Brand des Schlosses zerstört                                                                        | im Château de Lunéville (Lage)              | PM54000417    | Classé       | 1966      |      |
| Zwei Arzneigefäße                                                                                  | Fayence, Anfang des 18. Jahrhunderts; 2003 beim Brand des Schlosses zerstört                                                    | im Château de Lunéville (Lage)              | PM54000420    | Classé       | 1966      |      |
| Osterleuchter                                                                                      | Holz, vergoldet, 18. Jahrhundert                                                                                                | in der Kirche St-Jacques (Lage)             | PM54001634    | Inscrit      | 1974      |      |
| Gemälde Die heilige Familie mit dem Johannesknaben                                                 | Ölfarbe auf Leinwand, vergoldeter Holzrahmen, um 1700                                                                           | in der Kirche St-Jacques (Lage)             | PM54001645    | Inscrit      | 2002      |      |
| Gemälde Mariä Verkündigung                                                                         | Ölfarbe auf Leinwand, vergoldeter Holzrahmen, 18. Jahrhunderts                                                                  | in der Kirche St-Jacques (Lage)             | PM54002058    | Inscrit      | 2015      |      |
| Parochet                                                                                           | Baumwollstoff, Spitze, bestickt, Anfang des 20. Jahrhunderts                                                                    | in der Synagoge (Lage)                      | PM54002020    | Classé       | 2012      |      |
| Gemälde Kreuzigung                                                                                 | Ölfarbe auf Leinwand, Ende des 18. Jahrhunderts, von Jean Girardet                                                              | in der Kirche St-Jacques (Lage)             | PM54000391    | Classé       | 1908      |      |
| Tabernakel                                                                                         | Holz, vergoldet, 18. Jahrhundert                                                                                                | in der Kirche St-Jacques (Lage)             | PM54000399    | Classé       | 1975      |      |
| 46 Arzneigefäße                                                                                    | Fayence, Ende des 18. Jahrhunderts; 2003 beim Brand des Schlosses zerstört                                                      | im Château de Lunéville (Lage)              | PM54000411    | Classé       | 1966      |      |
| Zwei Arzneigefäße                                                                                  | Fayence, um 1750; 2003 beim Brand des Schlosses zerstört                                                                        | im Château de Lunéville (Lage)              | PM54000412    | Classé       | 1966      |      |
| Neun Arzneigefäße                                                                                  | Fayence, Ende des 18. Jahrhunderts; 2003 beim Brand des Schlosses zerstört                                                      | im Château de Lunéville (Lage)              | PM54000418    | Classé       | 1966      |      |
| Gemälde Verklärung des heiligen Augustinus                                                         | Ölfarbe auf Leinwand, um 1730 von Nicolas Bedan                                                                                 | in der Kirche St-Jacques (Lage)             | PM54000433    | Classé       | 1980      |      |
| Kelch                                                                                              | Silber, vergoldet, 1856 | in der Kirche St-Jacques (Lage)             | PM54001639    | Inscrit      | 1983      |      |
| Zwei Kännchen, Glocke und Tablett                                                                  | Silber, vergoldet, zweite Hälfte des 19. Jahrhunderts, von Louis Bachelet                                                       | in der Kirche St-Jacques (Lage)             | PM54001642    | Inscrit      | 1983      |      |
| Chanukkaleuchter                                                                                   | Messing, 18. Jahrhundert | in der Synagoge (Lage)                      | PM54002019    | Classé       | 2012      |      |
| Gemälde Enthauptung des heiligen Jakobus                                                           | Ölfarbe auf Leinwand, vergoldeter Holzrahmen, 17. oder 18. Jahrhundert                                                          | in der Kirche St-Jacques (Lage)             | PM54002057    | Inscrit      | 2015      |      |
| Arzneikanne                                                                                        | Fayence, Anfang des 18. Jahrhunderts; 2003 beim Brand des Schlosses zerstört                                                    | im Château de Lunéville (Lage)              | PM54001144    | Classé       | 1966      |      |
| Grabstein der Marquise du Châtelet                                                                 | Marmor, nach 1749 | in der Kirche St-Jacques (Lage)             | PM54000389    | Classé       | 1908      |      |
| Kelchvelum                                                                                         | Satin, Metallfaden, Seide, 18. Jahrhundert; verschwunden                                                                        | in der Kirche St-Jacques (Lage)             | PM54000396    | Classé       | 1971      |      |
| Pluviale                                                                                           | Taft, bestickt, 18. und 19. Jahrhundert                                                                                         | in der Kirche St-Jacques (Lage)             | PM54000397    | Classé       | 1971      |      |
| Acht Arzneigefäße                                                                                  | Fayence, Anfang des 18. Jahrhunderts; 2003 beim Brand des Schlosses zerstört                                                    | im Château de Lunéville (Lage)              | PM54000404    | Classé       | 1966      |      |
| 13 Arzneigefäße                                                                                    | Fayence, Anfang des 18. Jahrhunderts; 2003 beim Brand des Schlosses zerstört                                                    | im Château de Lunéville (Lage)              | PM54000405    | Classé       | 1966      |      |
| 38 Arzneikannen                                                                                    | Fayence, um 1750; 2003 beim Brand des Schlosses zerstört                                                                        | im Château de Lunéville (Lage)              | PM54000410    | Classé       | 1966      |      |
| Arzneikanne                                                                                        | Fayence, um 1750; 2003 beim Brand des Schlosses zerstört                                                                        | im Château de Lunéville (Lage)              | PM54000413    | Classé       | 1966      |      |
| Zwei Krüge                                                                                         | Fayence, um 1750; 2003 beim Brand des Schlosses zerstört                                                                        | im Château de Lunéville (Lage)              | PM54000414    | Classé       | 1966      |      |
| Drei Arzneigefäße                                                                                  | Fayence, um 1740; 2003 beim Brand des Schlosses zerstört                                                                        | im Château de Lunéville (Lage)              | PM54000422    | Classé       | 1966      |      |
| Gemälde Heiliger Hyazinth von Polen                                                                | Ölfarbe auf Leinwand, vergoldeter Holzrahmen, 18. Jahrhundert                                                                   | in der Kirche St-Jacques (Lage)             | PM54000434    | Classé       | 1980      |      |
| Gemälde Heiliger Antonius von Padua                                                                | Ölfarbe auf Leinwand, 18. Jahrhundert                                                                                           | in der Kirche St-Jacques (Lage)             | PM54000435    | Classé       | 1980      |      |
| Sechs Altarleuchter                                                                                | Kupfer, versilbert und vergoldet, erstes Drittel des 18. Jahrhunderts                                                           | in der Kirche St-Jacques (Lage)             | PM54000438    | Classé       | 1984      |      |
| Altarkreuz                                                                                         | Kupfer, versilbert und vergoldet, Ende des 18. Jahrhunderts                                                                     | in der Kirche St-Jacques (Lage)             | PM54000439    | Classé       | 1984      |      |
| Grüner Ornat                                                                                       | Kasel, zwei Dalmatiken, zwei Pluvialen, Stola und Bursa; Stoff, Metallfaden, bestickt, Mitte des 19. Jahrhunderts               | in der Kirche St-Jacques (Lage)             | PM54001636    | Inscrit      | 1974      |      |
| Drei Torazeiger                                                                                    | Holz, Metall, 1780 | in der Synagoge (Lage)                      | PM54002163    | Inscrit      | 2019      |      |
| Orgel                                                                                              | Ensemble aus PM54000440 und PM54000394                                                                                          | in der Kirche St-Jacques (Lage)             | PM54001307    | Classé       | 1908 1986 |      |
| Orgelprospekt                                                                                      | 1751 gebaut, Entwurf Emmanuel Héré nach Vorschlägen von Stanislaus I. Leszczyński                                               | in der Kirche St-Jacques (Lage)             | PM54000394    | Classé       | 1908      |      |
| Instrumentalteil der Orgel                                                                         | 1749 bis 1751 von Nicolas Dupont gebaut, 1848 von Jean-Nicolas Jeanpierre umgestaltet                                           | in der Kirche St-Jacques (Lage)             | PM54000440    | Classé       | 1986      |      |
| Zwei Reliquienbilder                                                                               | Holz, vergoldet, Papier, Glas, Anfang des 18. Jahrhunderts                                                                      | in der Kirche St-Jacques (Lage)             | PM54000398    | Classé       | 1971      |      |
| Gemälde Kreuzigungsgruppe                                                                          | Ölfarbe auf Leinwand, vergoldeter Holzrahmen, 1630 von Pieter de Grebber                                                        | in der Kirche St-Jacques (Lage)             | PM54000400    | Classé       | 1979      |      |
| Gemälde Davids Einzug in Jerusalem                                                                 | Ölfarbe auf Leder, 17. Jahrhundert; 2003 beim Brand des Schlosses zerstört                                                      | im Château de Lunéville (Lage)              | PM54000401    | Classé       | 1956      |      |
| Apothekenmöbel und Wandvertäfelung                                                                 | Eichenholz, teilweise bemalt, 18. Jahrhundert; 2003 beim Brand des Schlosses zerstört                                           | im Château de Lunéville (Lage)              | PM54000402    | Classé       | 1966      |      |
| Zwei Arzneigefäße                                                                                  | Fayence, um 1740; 2003 beim Brand des Schlosses zerstört                                                                        | im Château de Lunéville (Lage)              | PM54000403    | Classé       | 1966      |      |
| Sechs Arzneigefäße                                                                                 | Fayence, Anfang des 18. Jahrhunderts; 2003 beim Brand des Schlosses zerstört                                                    | im Château de Lunéville (Lage)              | PM54000406    | Classé       | 1966      |      |
| Drei Arzneigefäße                                                                                  | Fayence, Mitte des 18. Jahrhunderts; 2003 beim Brand des Schlosses zerstört                                                     | im Château de Lunéville (Lage)              | PM54000409    | Classé       | 1966      |      |
| Mörser                                                                                             | Bronze, 1753; 2003 beim Brand des Schlosses zerstört                                                                            | im Château de Lunéville (Lage)              | PM54000416    | Classé       | 1966      |      |
| Drei Arzneigefäße                                                                                  | Fayence, Anfang des 18. Jahrhunderts; 2003 beim Brand des Schlosses zerstört                                                    | im Château de Lunéville (Lage)              | PM54000421    | Classé       | 1966      |      |
| 23 Arzneiflaschen                                                                                  | Glas, 18. Jahrhundert; 2003 beim Brand des Schlosses zerstört                                                                   | im Château de Lunéville (Lage)              | PM54000424    | Classé       | 1966      |      |
| Zwei Leuchter                                                                                      | Kupfer, 1735 | in der Kirche St-Jacques (Lage)             | PM54000426    | Classé       | 1981      |      |
| Gemälde Rosenkranzmadonna                                                                          | Ölfarbe auf Leinwand, vergoldeter Holzrahmen, um 1730 von Jacob van Schuppen                                                    | in der Kirche St-Jacques (Lage)             | PM54000429    | Classé       | 1980      |      |
| Gemälde Heiliger Pierre Fourrier                                                                   | Ölfarbe auf Leinwand, um 1730                                                                                                   | in der Kirche St-Jacques (Lage)             | PM54000436    | Classé       | 1980      |      |
| Skulptur Apokalyptische Madonna                                                                    | Silber, um 1820 von Marguerite Hoguet; 2006 gestohlen                                                                           | in der Kirche St-Jacques (Lage)             | PM54001635    | Inscrit      | 1974      |      |
| Altarkreuz                                                                                         | Holz, vergoldet, 18. und 19. Jahrhundert                                                                                        | in der Kirche St-Jacques (Lage)             | PM54001638    | Inscrit      | 1983      |      |
| Monstranz                                                                                          | Silber, vergoldet, Mitte des 19. Jahrhunderts                                                                                   | in der Kirche St-Jacques (Lage)             | PM54001643    | Inscrit      | 1983      |      |
| Kelch                                                                                              | Silber, vergoldet, um 1830 von Eugène Delebois                                                                                  | in der Krankenhauskapelle St-Jacques (Lage) | PM54001647    | Inscrit      | 1983      |      |
| Skulptur Madonna mit Kind                                                                          | mit Sockel; Holz, 19. Jahrhundert                                                                                               | in der Kirche St-Jacques (Lage)             | PM54002059    | Inscrit      | 2015      |      |
| Gemälde Heiliger Vinzenz von Paul                                                                  | Ölfarbe auf Leinwand, 18. Jahrhundert                                                                                           | in der Kirche St-Jacques (Lage)             | PM54001637    | Inscrit      | 1980      |      |
| Ziborium                                                                                           | Silber, vergoldet, 1866 von Pierre-Henry Favier                                                                                 | in der Kirche St-Jacques (Lage)             | PM54001640    | Inscrit      | 1983      |      |
| Kelch und Patene (3)                                                                               | Silber, vergoldet, Email, 1870 von Jean-Baptiste-Alfred Martin                                                                  | in der Kirche St-Jacques (Lage)             | PM54001641    | Inscrit      | 1983      |      |
| Gemälde Heilige Familie                                                                            | Ölfarbe auf Leinwand, vergoldeter Holzrahmen, 18. Jahrhundert                                                                   | in der Kirche St-Jacques (Lage)             | PM54001644    | Inscrit      | 2002      |      |
| Prospekt der Chororgel                                                                             | um 1902 von Eugène Vallin gebaut                                                                                                | in der Kirche St-Jacques (Lage)             | PM54001646    | Inscrit      | 2002      |      |
| Zwei Vasen                                                                                         | Fayence, 1895 | in der Synagoge (Lage)                      | PM54002021    | Classé       | 2012      |      |
| Drei Gemälde: Taufe Chlodwigs, Heilige Katharina von Alexandrien und Leben des heiligen Stanislaus | Ölfarbe auf Leinwand, 18. Jahrhundert, von Jean Girardet                                                                        | in der Kirche St-Jacques (Lage)             | PM54000387    | Classé       | 1908      |      |
| Gemälde Der heilige Joseph mit dem Jesuskind                                                       | Ölfarbe auf Leinwand, Ende des 18. Jahrhunderts, von Jean Girardet                                                              | in der Kirche St-Jacques (Lage)             | PM54000390    | Classé       | 1908      |      |
| Kredenz                                                                                            | Holz, vergoldet, Marmor, 18. Jahrhundert                                                                                        | in der Kirche St-Jacques (Lage)             | PM54000395    | Classé       | 1960      |      |
| Arzneigefäß                                                                                        | Fayence, zweite Hälfte des 18. Jahrhunderts; 2003 beim Brand des Schlosses zerstört                                             | im Château de Lunéville (Lage)              | PM54000407    | Classé       | 1966      |      |
| Zwei Krüge                                                                                         | Fayence, um 1850; 2003 beim Brand des Schlosses zerstört                                                                        | im Château de Lunéville (Lage)              | PM54000415    | Classé       | 1966      |      |
| Arzneigefäß                                                                                        | Fayence, zweites Viertel des 18. Jahrhunderts; 2003 beim Brand des Schlosses zerstört                                           | im Château de Lunéville (Lage)              | PM54000419    | Classé       | 1966      |      |
| Arzneigefäß                                                                                        | Fayence, zweite Hälfte des 18. Jahrhunderts; 2003 beim Brand des Schlosses zerstört                                             | im Château de Lunéville (Lage)              | PM54000423    | Classé       | 1966      |      |
| Vier Reliefs                                                                                       | Alabaster, Gipseinfassung, Ende des 16. Jahrhunderts                                                                            | in der Kirche St-Jacques (Lage)             | PM54000425    | Classé       | 1981      |      |
| Skulpturengruppe Unterweisung Mariens                                                              | Holz, vergoldet, 18. Jahrhundert                                                                                                | in der Kirche St-Jacques (Lage)             | PM54000427    | Classé       | 1980      |      |
| Gemälde Christus am Ölberg                                                                         | Ölfarbe auf Leinwand, 18. Jahrhundert, nach Charles Le Brun                                                                     | in der Kirche St-Jacques (Lage)             | PM54000428    | Classé       | 1980      |      |
| Gemälde Die heilige Familie und der heilige Ignatius                                               | Ölfarbe auf Leinwand, 18. Jahrhundert, von Dominique Pergaut                                                                    | in der Kirche St-Jacques (Lage)             | PM54000430    | Classé       | 1980      |      |
| Gemälde Heiliger Bruno                                                                             | Ölfarbe auf Leinwand, 1752 | in der Kirche St-Jacques (Lage)             | PM54000431    | Classé       | 1980      |      |
| Gemälde Christus erscheint dem heiligen Johannes vom Kreuz                                         | Ölfarbe auf Leinwand, 18. Jahrhundert                                                                                           | in der Kirche St-Jacques (Lage)             | PM54000432    | Classé       | 1980      |      |
| Liturgische Gewänder                                                                               | Kasel, Stola, Manipel und Bursa; Brokat, Seide, Metallfaden, Anfang des 18. Jahrhunderts; 2003 bei Brand des Schlosses zerstört | im Château de Lunéville (Lage)              | PM54000437    | Classé       | 1983      |      |
| Zelebrantenstuhl und zwei Hocker                                                                   | Holz, bemalt, Stoff, Mitte des 18. Jahrhunderts                                                                                 | in der Kirche St-Jacques (Lage)             | PM54001061    | Classé       | 1982      |      |